# Bahnhof Gersheim

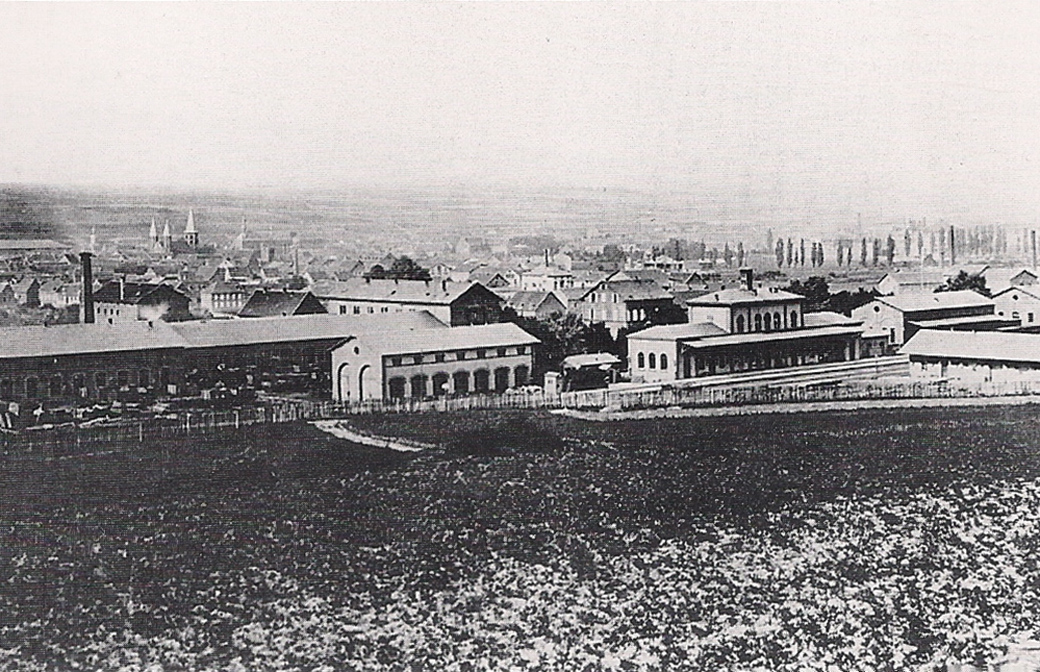
Erstes Empfangsgebäude des Bahnhofs Kaiserslautern um 1870, aus dem teilweise dasjenige von Gersheim entstand

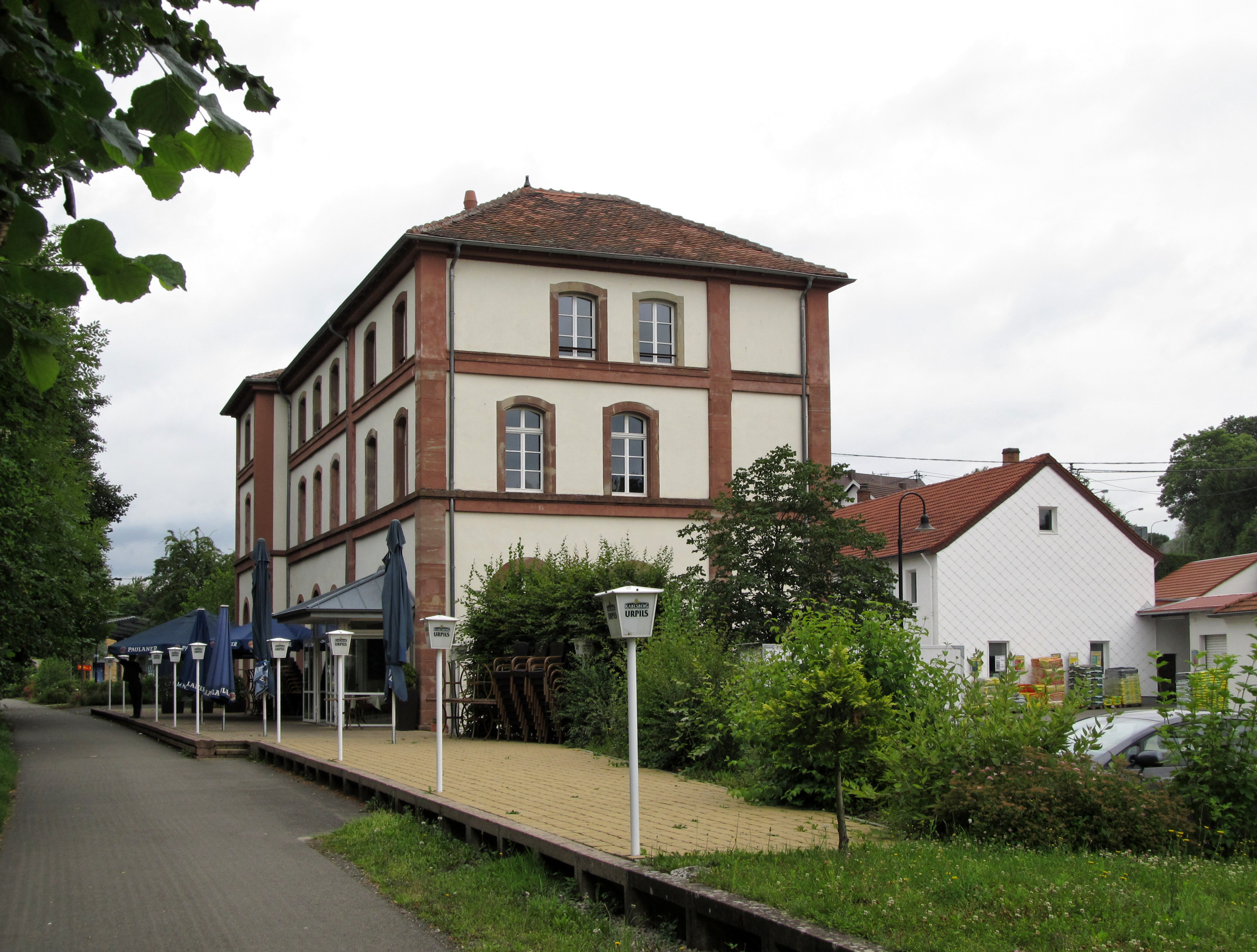
Frühere Gleisseite des Bahnhofs

Der Bahnhof Gersheim – ab 1910 vorübergehend: Gersheim-Walsheim – war der Bahnhof des pfälzischen und später saarländischen Ortes Gersheim. Er wurde am 1. März 1879 als Durchgangsbahnhof der Bliestalbahn Zweibrücken–Saargemünd eröffnet. Bedingt durch die Zuschlagung ihres südlichen, in Lothringen liegenden südlichen Streckenabschnittes zu Frankreich nach dem Ersten Weltkrieg verlor sie an Bedeutung, so dass der Streckenabschnitt Bierbach–Reinheim einschließlich des Bahnhofs Gersheim 1991 im Personen- und Güterverkehr stillgelegt wurde. Das frühere Empfangsgebäude steht heute unter Denkmalschutz.

## Lage
Der Bahnhof befand sich zentral innerhalb von Gersheim. Parallel zu ihm verläuft die örtliche Bahnhofstraße. Auf der früheren Bahntrasse verläuft inzwischen der Glan-Blies-Weg. Ursprünglich war die Bliestalbahn ab Zweibrücken kilometriert; entsprechend befand sich der Bahnhof beim Streckenkilometer 22,2. Nach Schaffung des Saarlandes nach dem Zweiten Weltkrieg wurde diesbezüglich den veränderten Verkehrsströmen Rechnung getragen und eine neue Kilometrierung beginnend am Homburger Hauptbahnhof eingeführt, die über Schwarzenacker und Bierbach verlief. Fortan befand sich die Bahnstation beim Streckenkilometer 24,4.

## Geschichte
Erste Pläne zum Bau einer Bahnstrecke im Bliestal existierten bereits in den 1860er Jahren. Ein Jahrzehnt später konkretisierten sich die entsprechenden Pläne. Ein Bahnhof im Bereich der Gemeinde Gersheim war dafür ebenso vorgesehen. Eigens zur Gewinnung des Terrains, das zur Errichtung der Bahnstation notwendig war, musste außerdem eine insgesamt 232 Meter lange Stützmauer gebaut werden. Am 1. März 1879 wurde die Bliestalbahn für den Güterverkehr freigegeben. Drei Tage später wurde ein eingeschränkter Personenverkehr genehmigt. Einen Monat später trat am 1. April der reguläre Fahrplan in Kraft. In den ersten Jahrzehnten seines Bestehens trug der Bahnhof aufgrund seiner Bedeutung für die Nachbargemeinde Walsheim die Bezeichnung Gersheim-Walsheim. 1884 wurde am Bahnhof eine Ladeschablone aufgestellt. Für die Lieferung und die Aufstellung vor Ort ergaben sich Kosten von 195 Mark. Darüber hinaus erhielt der Bahnhof einen Verladeplatz und erhielt zudem ein Weichenstellwerk. Ab 1888 war die Bliestalbahn durchgängig zweigleisig befahrbar. Damit einhergehend sowie aufgrund einer neuen Betriebsordnung für bayerische Hauptbahnen erhielten der Bahnhof neue Signale für die Aus- und Durchfahrt. Zur selben Zeit kam ein Ökonomiegebäude für das im Bahnhof angestellte Personal hinzu, das 300 Mark in Anspruch nahm.
1901 fanden mehrere Erweiterungen statt. Diese betrafen vor allem die Gleisanlagen. Außerdem wurde der Verladeplatz vollendet. Dafür waren Erdbewegungen und Planierarbeiten erforderlich. Ebenso kam eine Zufahrtsstraße zum Verladeplatz und Entwässerungsanlagen hinzu. Fahrgäste erhielten zwei Fußbänke, von denen eine vor dem Empfangsgebäude und eine zweite am Bahnsteig aufgestellt wurde.
1920 wurde der pfälzische Teil der Bliestalbahn mit Ausnahme des Ausgangspunktes Zweibrücken dem neu geschaffenen Saargebiet zugeteilt, wodurch sich die Verkehrsströme verlagerten. So unterstand der Bahnhof bis 1935 den Saareisenbahnen. Darüber hinaus fuhren die Personenzüge fortan nach Homburg, das ebenfalls dem neu geschaffenen Gebiet zugeschlagen war. Nach dem Zweiten Weltkrieg wiederholte sich das Procedere. Der Bahnhof Gersheim gehörte nun zum Saarland. Im Januar 1976 erhielt der Bahnhof ein neues Relaisstellwerk. Nachdem 1991 der Personen- und der Güterverkehr auf der Bliestalbahn zum Erliegen gekommen war, war der Bahnhof Gersheim der einzige entlang der Strecke, den die DB nicht als entbehrlich einstufte. Ein Jahr später folgte zudem die Demontage der im Bahnhof angebrachten Uhr.

## Bauwerke

### Empfangsgebäude
Das Empfangsgebäude existierte zum Zeitpunkt der Streckeneröffnung erst im Rohbau und wurde bis Mitte der 1880er Jahre vollendet. Es handelte sich zunächst um ein unterkellertes Bauwerk mit zwei Stöcken. Es war mit Bruchsteinen ausgestattet und nach außen verputzt. Seine Fläche betrug damals 128,28 Quadratmeter. Im Erdgeschoss waren ein Wartesaal, ein Verwaltungsbüro und ein Portierzimmer untergebracht. Zudem enthielt das Gebäude eine Wohnung für den Verwalter. Darüber hinaus waren im Gebäude sämtliche Stellwerke untergebracht.
Das erste Stockwerk war ursprünglich Teil des Mitteltrakts des ersten Pendants in Kaiserslautern. Das Gebäude erhielt in den Jahren 1900 und 1901 einen weiteren Flügel sowie einen dritten Stock, deren Kosten höher ausfielen als ursprünglich prognostiziert. Durch diese Vergrößerung konnte die Wohnung des Portiers untergebracht werden, die zuvor in einem Nebengebäude untergebracht war. Letzteres konnte auf diese fortan dem Güterschuppen zugeordnet werden. Die Mehrkosten bei einem vorher getätigten Anlehen bezifferten sich hierfür auf 8500 Mark.
Nach der Stilllegung der Strecke wurde das Gebäude an eine Privatperson verkauft und restauriert.

### Sonstige Bauwerke
1887 entstand eine Wasserfassanlage mit Wasserturm. Diese kostete insgesamt 2.449,65 Mark. Nach der Einstellung des Dampfbetriebs entlang der Bliesstrecke wurde er entbehrlich und 1973 abgerissen.
Für die Gütergleise des Kalkwerks existierte ein kleineres Stellwerk, das zwischenzeitlich abgerissen wurde.

## Verkehr

### Personenverkehr
In den ersten Jahrzehnten fuhren die Personenzüge nach Zweibrücken, nach dem Ersten Weltkrieg, bedingt durch die Abtrennung des Saargebiets, fast ausschließlich nach Homburg. Ab 1952 verkehrten die Züge in südlicher Richtung nur noch bis Reinheim.

### Güterverkehr
1885 wurden am Bahnhof 3.625,245 Tonnen Güter empfangen beziehungsweise versandt. In den beiden Folgejahrzehnten nahm es kontinuierlich zu. 1901 waren es bereits 35.457,94 Tonnen. Anfang des 20. Jahrhunderts bediente ein Güterzug der Relation Homburg–Saargemünd den Bahnhof. Zu den Güterkunden gehörten unter anderem die Walsheim-Brauerei, das örtliche Kalkwerk des Unternehmens Gersheimer Steine und Erden GmbH, ein Raiffeisen-Lagerhaus, eine Mühle, eine Eisenhandlung, zwei Kohlehändler und eine Ziegelei. Vor allem bedingt durch das Kalkwerk fuhren vom Bahnhof oft Güterzüge mit großer Fracht ab, die ab den 1960er Jahren entsprechend mit einer Diesellok der Baureihe 218 bespannt waren. Dabei gelangten die transportierten Stoffe wie Brennkalk, Domomit und Kalksteine hauptsächlich in die Dillinger Hütte und ins Neunkircher Eisenwerk.
Nach dem Zweiten Weltkrieg wurde der grenzüberschreitende Güterverkehr so abgewickelt, dass eine Kö II im Bahnhof Bliesbruck die entsprechenden Wagen über die Grenze zog. Diese wurden anschließend wahlweise in Reinheim oder Gersheim an diejenigen Güterzüge angekoppelt, die auf dem deutschen Streckenabschnitt verkehrten. Ab Mitte der 1970er Jahre sank das Güteraufkommen im Bahnhof Gersheim zunehmend. Am 1. März 1977 endete außerdem der Express- und Stückgutverkehr. Der Rückgang des Güterverkehrs hatte zur Folge, dass in den 1980er Jahren die Verladegleise des Kalkwerks und des Raiffeisen-Lagerhauses demontiert wurden.

#### Güteraufkommen im Bahnhof Gersheim von 1885 bis 1907
| Jahr                     | 1885     | 1886     | 1895      | 1901      | 1906      | 1907      |
| ------------------------ | -------- | -------- | --------- | --------- | --------- | --------- |
| Güteraufkommen in Tonnen | 3625,245 | 4867,445 | 23378,980 | 35457,940 | 42285,720 | 43611,000 |

## Heutige Nutzung
Heute ist im Bahnhofsgebäude ein Restaurant mit Biergarten untergebracht.
Neben dem Bahnhofsgebäude befindet sich der heutige Busbahnhof von Gersheim.